# دراسة مستقلة
الدراسة المستقلة هي أحد أشكال التعليم الذي توفره العديد من المدارس الثانوية والكليات والمؤسسات التعليمية الأخرى. وأحيانًا يُطلق عليها الدراسة المُوجهة. فعادةً ما يُحدد المعلم أو الأستاذ الجامعي والطالب موضوعًا يبحث فيه الطالب تحت إشراف المدرس ويحصل الطالب حينها على مجموع درجات متفق عليه.
في المدارس الابتدائية والإعدادية، تُعرف الدراسة المستقلة أحيانًا باسم نظام تعليم الموهوبين والمتفوقين (نظام GATE) حيث يتم إسناد موضوع محدد للطالب ليقوم بالبحث فيه وصياغة أسئلته والإجابة عنها. على الرغم من عدم اتباع جميع أنظمة تعليم الموهوبين والمتفوقين هذا المنهج، إلا أنه في النهاية يتم الوصول إلى نتيجة إيجابية حيث يساهم الطلاب في تطوير وتقديم منتج علمي يمكن الاستفادة منه.
تتبع العديد من المدارس الخاصة في الولايات المتحدة نظام الدراسة المستقلة والتعليم المنزلي بعدة أشكالٍ متنوعةٍ ومتعددةٍ: سواء التعليم عبر الإنترنت أو التعليم المباشر بحضور الطالب أو مزيج من التفاعل الشخصي وعبر الإنترنت.